# Al-Aqsa Martyrernes Brigade
Al-Aqsa Martyrernes Brigade (Arabisk: كتائب شهداء الأقصى) er en koalition af palæstinensiske militser på Vestbredden. Gruppens navn henviser til Al-Aqsa-moskéen i Østjerusalem. I modsætning til andre palæstinensiske militante grupper, som f.eks. Hamas, er Al-Aqsa Martyrernes Brigade ikke islamister. De har tidligere sympatiseret med Fatah. Gruppen er udpeget som en terrorgruppe, i Israel, USA, Canada, EU og Japan.